# ابرده علیا
ابرده علیا، روستایی در دهستان ابرده بخش شاندیز شهرستان بینالود استان خراسان رضوی ایران است.

## جمعیت
بر پایه سرشماری عمومی نفوس و مسکن در سال ۱۳۹۵ جمعیت این روستا ۳٬۱۷۷ نفر (در ۱٬۰۰۴ خانوار) بوده است.